# 自然観察

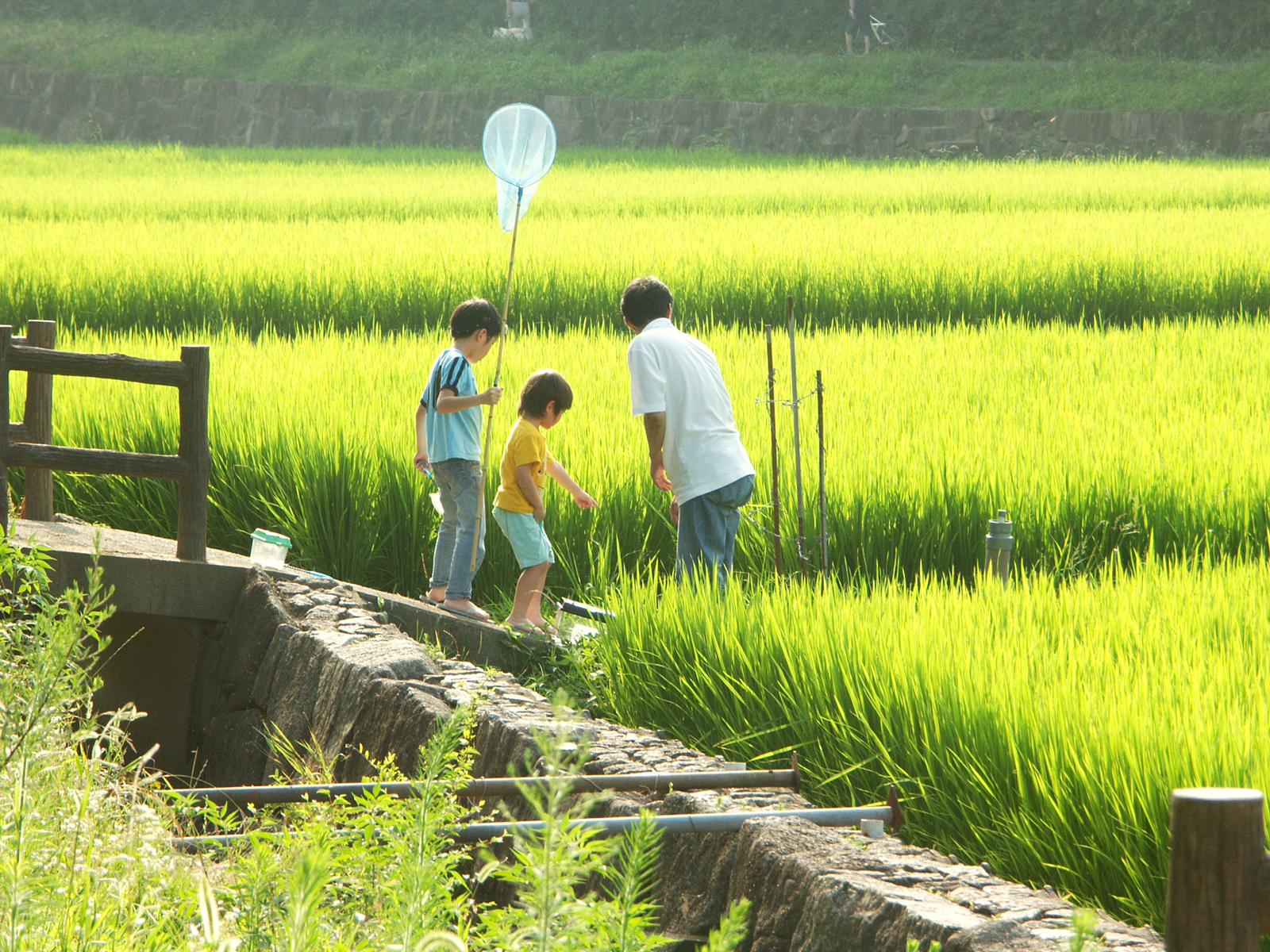
田圃の生態観察

自然観察（しぜんかんさつ）は、自然の動植物などを観察すること。野鳥観察やフィッシュウォッチング、写真撮影のために野草を探すのもこれに含まれる。

## 概要
自然観察は、専門家が特定の目的でおこなう場合もあれば、一般の人が楽しみのためにおこなう場合もあり、趣味としてそれを行う人もある。特に形式があるわけではないので、いつ、どこでも行える趣味である。都会に於いても、植え込みや緑地にはそれなりの生物がいるから、その気になれば自然観察は可能である。
時間と場所をきめて、それを集団でおこなうことを自然観察会と呼ぶ。各地の博物館や自然学校などが主催して、自然観察会や自然観察教室が開かれる。比較的興味を持ちやすい動植物を通して環境問題への理解を促す狙いがあり、ネイチャーゲームなどの環境教育プログラムを織り交ぜて進める場合や、地域の自然保護団体がその主張を理解してもらうために行う例もある。
自然と人との仲介を行って自然解説をする人をインタープリターという。
自然全体を対象にすることもあるが、野鳥観察など特定の動植物を対象にすることもある。
更に、星空観察も広い意味で自然観察に含めることがある。星空を通して大気の澄み具合を知ることができる。また地層観察会などの地学的な部分も含めることもある。

## 自然観察の種類
- 野鳥観察（探鳥会）
- 植物観察
- カワゲラウォッチング
- ホエールウォッチング